# Arsenault et Fils
Pour plus de détails, voir Fiche technique et Distribution.
Arsenault et Fils est un film québécois réalisé par Rafaël Ouellet sorti en 2022,,.
Sixième long métrage du réalisateur québécois Rafaël Ouellet, notamment après Gurov et Anna et Camion, il s'agit d'un film de genre autour de la vie d'une famille qui tire principalement ses revenus du braconnage,..

## Synopsis
Les Arsenault, une famille tissée-serrée, font la loi depuis plusieurs générations dans un petit village du Bas-du-Fleuve au Québec. Le retour au village d'Anthony, le cadet de la famille, puis l'arrivée d'Émilie, une animatrice de radio qui exerce une forte influence sur ce dernier et son frère aîné Adam, viendront mettre à l'épreuve l'harmonie du clan,.

## Fiche technique
Sources : IMDb et Films du Québec
- Titre original : Arsenault & fils[11],[12],[13],[14].
- Titre international : (en) Family Game
- Réalisateur : Rafaël Ouellet
- Scénario : Rafaël Ouellet
- Musique : Robin-Joël Cool (en), Viviane Audet, Alexis Martin (en)
- Conception artistique : Marie-Pier Fortier
- Costumes : Nicole Magny
- Maquillage : Annie Riopel
- Coiffure : Marie-Josée Fournier
- Photographie : François Dutil
- Son : Daniel Fontaine-Bégin, Henry Jr Godding, Luc Boudrias (en)
- Montage : Myriam Magassouba (en)
- Production : Stéphanie Morissette, Charles-Stéphane Roy
- Société de production : La Maison de prod, Trio Orange
- Sociétés de distribution : Sphère Films, WaZabi Films (international)
- Budget : 5,2 millions $ CA
- Pays de production :  Canada
- Tournage :  une trentaine de jours entre le 15 mai et le 9 juillet 2021 à Dégelis, Montréal et Saint-Étienne-de-Bolton[15]
- Langue originale : français
- Format : couleur
- Genre : drame
- Durée : 105 minutes
- Dates de sortie :
  - Canada : 
    - 13 juin 2022 (première au Cineplex Quartier Latin à Montréal)[16]
    - 17 juin 2022 (sortie en salle au Québec)
    - 16 août 2022 (VSD) et (DVD)

  - Belgique : 2 octobre 2022 (Festival international du film francophone de Namur
- Classification :
  - Québec : Visa général (Déconseillé aux jeunes enfants)[17]

## Distribution
- Guillaume Cyr : Adam Arsenault[18]
- Pierre-Paul Alain : Anthony[19]
- Karine Vanasse : Émilie [20]
- Luc Picard : André Arsenault
- Robin-Joël Cool (en) : Fraser
- Julien Poulin : Armand Arsenault
- Micheline Lanctôt : Irène

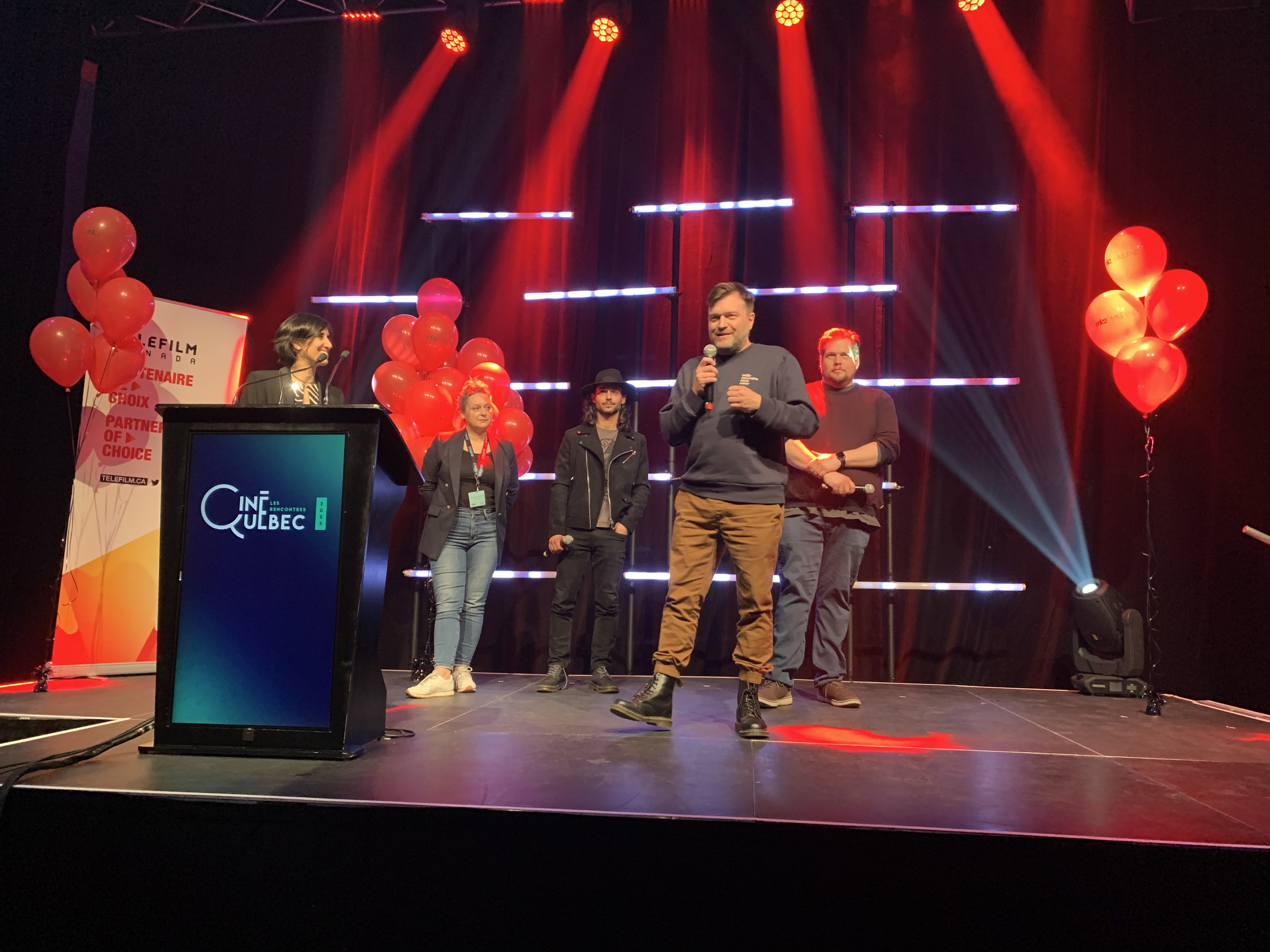
Présentation du film Arsenault & fils à Ciné-Québec en avril 2022.

- Patrick Goyette : sergent Ross Ranger
- Joseph Edgar : Jimmy
- Coco Belliveau : Brooklyn
- Karine Lagueux : sergente Savard
- Denis Marchand : agent Michaud
- Jason Cavalier : Chuck
- Sébastien Beaulac : policier #2
- Bobby Beshro : Alain
- Viviane Audet : chanteuse avec Fraser

## Production
En mai 2020, Téléfilm Canada et la Société de développement des entreprises culturelles (SODEC) annoncent leur participation financière dans la réalisation du long métrage,,. Il est produit par Stéphanie Morissette et Charles-Stéphane Roy de La Maison de Prod et Carlos Soldevila de Trio Orange et distribué par MK2 Mile End.
Un premier échéancier prévoyait le début du tournage à l'automne 2020 mais la pandémie reporte le projet à 2021,. Le tournage débute le 15 mai 2021 à Montréal puis se déplace à Dégelis au Témiscouata, la ville natale du réalisateur, pour quelques semaines. Enfin, les plans avec le garage Arsenault et Fils ont été filmés à Saint-Étienne-de-Bolton en Estrie en juillet. Le tournage se termine le 7 juillet,. Arsenault et Fils est donc en partie tourné à proximité des frontières du Nouveau-Brunswick et du Maine afin de plus de réalisme avec la situation décrite dans l'œuvre.

## Accueil critique
Lors de sa sortie en salle, le film reçoit de bonnes critiques de la presse québécoise,,.